# Forcipomyia campana
Forcipomyia campana är en tvåvingeart som beskrevs av Debenham 1987. Forcipomyia campana ingår i släktet Forcipomyia och familjen svidknott. Inga underarter finns listade i Catalogue of Life.